# Liste der FFH-Gebiete in der Freien Hansestadt Bremen
Die Liste der FFH-Gebiete in Bremen zeigt die 15 (Stand Januar 2019) FFH-Gebiete des deutschen Bundeslandes Bremen. Teilweise überschneiden sie sich mit bestehenden Natur- und Landschaftsschutzgebieten.

## Hinweise zu den Angaben in der Tabelle
- Gebietsname: Amtliche Bezeichnung des Schutzgebiets
- Bild/Commons: Bild und Link zu weiteren Bildern aus dem Schutzgebiet
- BfN-ID: Kennung des Schutzgebietes, vergeben durch das Bundesamt für Naturschutz
- WDPA-ID: Link zum Schutzgebiet in der World Database on Protected Areas
- EEA-ID: Link zum Schutzgebiet in der Datenbank der European Environment Agency (EEA)
- Erfassung: Datum an dem das Gebiet erstmals als FFH-Gebiet erfasst wurde
- Lage: Geografischer Standort
- Kreis/Stadt: Landkreis oder Gemeinde, auf deren Gebiet sich das Schutzgebiet befindet
- Fläche: Gesamtfläche des Schutzgebiets in Hektar
- Bemerkungen: Besonderheiten und Anmerkungen

Die Koordinatenangaben entsprechen dem Mittelpunkt eines Rechtecks, das die äußersten Grenzen von als FFH-Gebieten gemeldeten Flächen umschließt. Dadurch können diese Angaben weit außerhalb der eigentlichen Standorte der Schutzgebiete liegen. Sie dienen nur der groben Orientierung.
Bis auf die Spalte Lage sind alle Spalten sortierbar.

## Tabelle
| Gebietsname                                 | Bild/Commons   | BfN-ID   | WDPA-ID   | EEA-ID    | Erfassung | Lage | Kreis/Stadt | Fläche ha | Bemerkungen   |
| ------------------------------------------- | -------------- | -------- | --------- | --------- | --------- | ---- | ----------- | --------- | ------------- |
| Binnensalzstelle Rethriehen                 | weitere Bilder | 2918-302 | 555518500 | DE2918302 | 2003      | ⊙    | Bremen      | 000009    |               |
| Bremische Ochtum                            | weitere Bilder | 2918-371 | 555518503 | DE2918371 | 2004      | ⊙    | Bremen      | 000050    | Ochtum        |
| Grambker Feldmarksee                        | weitere Bilder | 2818-301 | 555518426 | DE2818301 | 2000      | ⊙    | Bremen      | 000022,6  |               |
| Heide und Heideweiher auf der Rekumer Geest | weitere Bilder | 2717-301 | 555518353 | DE2717301 | 2000      | ⊙    | Bremen      | 000023    |               |
| Hollerland                                  | weitere Bilder | 2819-370 | 555579321 | DE2819370 | 2012      | ⊙    | Bremen      | 000290,9  |               |
| Krietes Wald (Im Holze)                     | weitere Bilder | 2919-370 | 555518505 | DE2919370 | 2004      | ⊙    | Bremen      | 000006    |               |
| Kuhgrabensee                                | weitere Bilder | 2819-302 | 555518430 | DE2819302 | 2000      | ⊙    | Bremen      | 000032,3  |               |
| Lesum                                       | weitere Bilder | 2818-304 | 555518428 | DE2818304 | 2004      | ⊙    | Bremen      | 000108    |               |
| Niedervieland-Stromer Feldmark              | weitere Bilder | 2918-370 | 555518502 | DE2918370 | 2004      | ⊙    | Bremen      | 000424,5  | Niedervieland |
| Parks in Oberneuland                        | weitere Bilder | 2919-371 | 555518506 | DE2919371 | 2004      | ⊙    | Bremen      | 000027    | Höpkensruh    |
| Untere Wümme                                | weitere Bilder | 2819-301 | 555518429 | DE2819301 | 1998      | ⊙    | Bremen      | 000445    |               |
| Werderland                                  | weitere Bilder | 2817-301 | 555518423 | DE2817301 | 2007      | ⊙    | Bremen      | 000393    |               |
| Weser bei Bremerhaven                       |                | 2417-370 | 555518182 | DE2417370 | 2006      | ⊙    | Bremerhaven | 001682    |               |
| Weser zwischen Ochtummündung und Rekum      | weitere Bilder | 2817-370 | 555518425 | DE2817370 | 2006      | ⊙    | Bremen      | 000447    |               |
| Zentrales Blockland                         |                | 2818-302 | 555518427 | DE2818302 | 2000      | ⊙    | Bremen      | 001080    |               |